# Alfred Biese

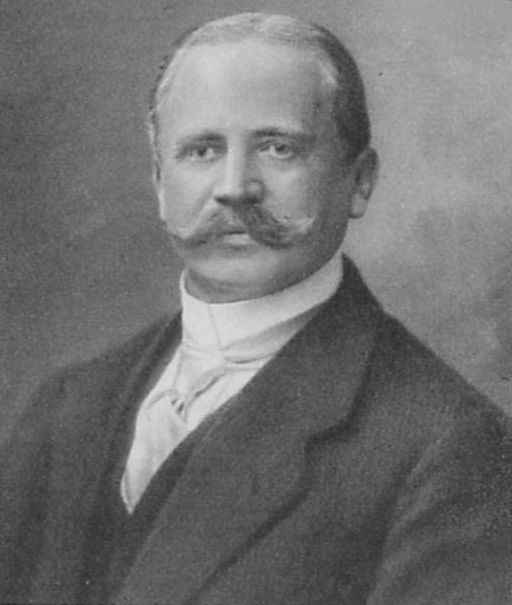
Alfred Biese

Alfred Biese (* 25. Februar 1856 in Putbus; † 11. März 1930 in Bonn) war ein deutscher Literaturhistoriker.

## Leben und Leistungen
Alfred Biese wurde am 25. Februar 1856 in Putbus auf Rügen geboren. Sein Vater Franz Biese (1803–1895) war Oberlehrer am Pädagogium zu Putbus und ein bekannter Aristoteles-Forscher. Biese war in erster Ehe mit Emma, geb. Coupez (1853–1884) verheiratet, die er seit seiner Jugendzeit kannte. Zwei Jahre nach ihrem frühen Tod heiratete er Mary Elinor, geb. Gladstone (1858–1943), eine Verwandte des britischen Politikers William Ewart Gladstone. Aus den beiden Ehen gingen insgesamt sieben Kinder hervor.  
Alfred Biese studierte Klassische Philologie und Germanistik an der Universität Bonn, der Universität Greifswald und der Universität Kiel, wo er 1878 promovierte. Ab 1879 arbeitete er als Gymnasiallehrer in Kiel, Schleswig und Koblenz. Von 1899 bis 1913 war er Gymnasialdirektor in Neuwied und anschließend bis 1921 in Frankfurt am Main Direktor des Kaiser-Friedrichs-Gymnasiums. In seiner Frankfurter  Zeit war Biese Mitarbeiter der Frankfurter Nachrichten, der Zeitschrift Didaskalia und 1926/27 Vorsitzender im Verwaltungsausschuss des Freien Deutschen Hochstifts. Zudem war der Goethe-Forscher Mitglied des Kuratoriums zur Verleihung des Goethepreises. 1929 siedelte Alfred Biese nach Bonn über. Dort starb er am 11. März 1930. Seine letzte Ruhestätte fand er wunschgemäß im heimischen Putbus auf Rügen.
Biese war ein Freund von Theodor Storm und hat Storms Sämtliche Werke in vierzehn Teilen herausgegeben. Auch zu einer Reihe anderer Autoren stand Biese in engerem Kontakt, darunter Klaus Groth und Detlev von Liliencron. Bieses Deutsche Literaturgeschichte in 3 Bänden erreichte bis zu seinem Tode eine Auflage von über 100.000.

## Werke (Auswahl)
- Die Entwicklung des Naturgefühls bei den Griechen und Römern. Verlag Lipsius & Tischer, Kiel 1882.
- Theodor Storm. In: Preußische Jahrbücher. 60. Band, Berlin 1887, S. 219–228.
- Die Entwicklung des Naturgefühls im Mittelalter und in der Neuzeit. Verlag Veit & Company, Leipzig 1888 (Widmung des Buches: „Theodor Storm zum 70. Geburtstage in Freundschaft und Verehrung dargebracht.“)
- Fritz Reuter, Heinrich Seidel und der Humor in der neueren deutschen Dichtung. Verlag Lipsius & Tischer, Kiel 1891.
- Die Naturlyrik Ludwig Uhlands und Eduard Mörikes. In: Zeitschrift für den deutschen Unterricht, Jg. 5, Leipzig 1891, S. 822–839.
- Theodor Storm zum Gedächtnis. In: Allgemeine Zeitung. (München) 1. Dezember 1891 (digitale-sammlungen.de).
- Die Philosophie des Metaphorischen. In Grundlinien dargestellt. Verlag Leopold Voß, Hamburg und Leipzig 1893.
- Lyrische Dichtung und neuere deutsche Lyriker. Verlag von Wilhelm Hertz, Berlin 1896.
- Die Poesie des Meeres und das Meer in der Poesie. In: Preußische Jahrbücher, 88. Band, Berlin 1897, S. 279–301 (digitale-sammlungen.de)
- Die Poesie des Sternenhimmels und der Sternenhimmel in der Poesie. In: Die Grenzboten. 56. Jg. 1897 (digitale-sammlungen.de Volltext)
- Deutsche Literaturgeschichte. 3 Bände. C. H. Beck, München 1907–1909 (25. Auflage 1930), Band 1 (archive.org 20. Auflage), Band 2 (archive.org 22. Auflage).
- Theodor Storms Leben und Werke. Verlag Hesse & Becker, Leipzig 1917.
- Theodor Storm. Zur Einführung in Welt und Herz des Dichters. Verlag Hesse & Becker, Leipzig 1921 (Widmung im Buch: „Fräulein Gertrud Storm in Varel in Treuen zugeeignet“.)
- Rügens Naturschönheit. 2., mit Bild. vers. Auflage, J. Abel, Greifswald 1925.